# 江应樑
江应樑（1909年2月—1988年），男，祖籍广西贺县，生于云南昆明，客家人，中国历史学家、人类学家、少数民族史专家，中国民主同盟盟员，1985年加入中国共产党。

## 生平
江应樑1909年出生于云南昆明，1932年从国立暨南大学历史社会学系毕业，1936年入中山大学攻读人类学硕士，师从历史学家朱谦之和杨成志，1937年至滇西傣区考察傣族。同年获得毕业，次年执教中山大学历史系，后辗转于多所高校任教。1948年起任云南大学教授。

## 社会兼职
曾任中国民族学会、中国人类学会、中国社会学会顾问、西南边疆民族历史研究所所长、中国人类学学会第一届主席团成员。

## 著作
著有《傣族史》、《摆夷的经济生活》、《摆夷的生活文化》、《明代雲南境內的土官與土司》、《百夷傳校注》、《西南邊疆民族志》、《西南边疆民族论丛》等，主编有《中国民族史》。

## 纪念
2017年，德宏师范高等专科学校建立“江应樑傣族博物馆”，展出傣族铜器、历史典籍以及江应樑傣学研究的成果和他搜集、使用过的物品、在德宏考察拍摄的照片，博物馆藏有的数千件傣族文物均是江应樑及其子江晓林多年搜集的藏品。该博物馆也是中国唯一一所真正意义上的傣族博物馆。